# Stiphrosoma balteatum
Stiphrosoma balteatum är en tvåvingeart som beskrevs av Rohacek och Barber 2005. Stiphrosoma balteatum ingår i släktet Stiphrosoma och familjen sumpflugor. Inga underarter finns listade i Catalogue of Life.